# Charles H. Joffe
Charles H. Joffe (ur. 16 lipca 1929 w Nowym Jorku, zm. 9 lipca 2008 w Los Angeles) – amerykański producent filmowy.
Producent i producent wykonawczy trzydziestu ośmiu filmów Woody Allena. W czasie swojej kariery współpracował z innym producentem Jackiem Rollinsem. Laureat Oscara w 1978 w kategorii: najlepszy film za Annie Hall.
Zmarł 9 lipca 2008 roku w szpitalu w Los Angeles po długiej chorobie.

## Filmografia
jako producent:
- Bierz forsę i w nogi (1969) - reż. Woody Allen
- Wszystko, co chcielibyście wiedzieć o seksie, ale baliście się zapytać (1972) - reż. Woody Allen
- Miłość i śmierć (1975) - reż. Woody Allen
- Figurant (1976) - reż. Martin Ritt
- Annie Hall (1977) - reż, Woody Allen
- Wnętrza (1978) - reż. Woody Allen
- Manhattan (1979) - reż. Woody Allen
- Dom Boży (1984) - reż. Donald Wrye